# Braulio Caballero Figueroa
Braulio Caballero-Figueroa (Tlalnepantla de Baz, Estado do México, 30 de abril de 1998) é organista, cravo e diretor de orquestra mexicano.  Atualmente é organista da Catedral Metropolitana do México
Ele fez seus estudos com formais de órgãos com Víctor Contreras e cravo com Miguel Cicero e Santiago Álvarez Campa. 
Ele conduziu estudos com Francisco Savín. 
De 2014 a 2020 ele foi um organista da Catedral Metropolitana de Tlalnepantla. Durante a visita do Papa Francisco ao México em 2014, ele foi selecionado como membro do coral da Missa celebrada em Ecatepec, com a Orquestra Sinfônica do Estado do México. De 2017 a 2019, foi diretor assistente do Coro do Conservatório Nacional de Música do México.
Foi entrevistado pela Rádio María Guatemala no programa ¨Cantus Ecclesiae¨. Participou de programas de televisão e rádio como Televisión Arquidiocesana de Guatemala, TV USAC, Rádio Faro Cultural, Rádio María Guatemala, Capital 21 e Uno TV.
Desde 6 de setembro de 2020 é organista da Catedral Metropolitana da Cidade do México.  

## Herança formativa de Cláudio Arrau.
Braulio pertence à terceira geração de pianistas formados sob o ensino de Claudio Arrau e sua fundação, sendo discípulo de Héctor Ocampo, que por sua vez foi discípulo de Germán Diez, e Raúl de la Mora, por sua vez discípulos de Arrau, sendo Raúl de la Mora, o único representante da Fundação Claudio Arrau León no México.

## Festivais internacionais
- Festival Internacional de Órgano de Morelia ¨Alfonso Vega Nuñez¨.[5]
- Festival de Órgãos Antigos - Guillermo Pinto Reyes - em Guanajuato.[6]
- Também foi apresentado no Ciclo da "Juventude na Música" pela Coordenação de Música e Ópera do Instituto Nacional de Belas Artes e Literatura.
- “Stat Crux dum volvitur orbis”, Guatemala 2021.
- Festival internacional “Hic est Corpus Meum”, Guatemala 2021.[7]